# Prochlorococcus marinus
Prochlorococcus marinus — вид морських ціанобактерій родини Prochloraceae. Ці бактерії належать до фотосинтезуючого пікопланктону і є найпоширенішим фотосинтетичним організмом на Землі. Prochlorococcus marinus є одним з основних первинних виробників кисню в океані (виробляє до 5 % океанічного кисню).

## Опис
Це найменший фотосинтезуючий організм на Землі. Бактерія кокоподібної форми, сягає 0,5-0,7 в діаметрі, зеленого або жовтого кольору. Бактерії нерухомі, але вільно плавають у товщі води. Їхні невеликі розміри та велике співвідношення площі поверхні до об'єму дають їм перевагу у бідній поживними речовинами воді. Один мілілітр поверхневої морської води може містити понад 100 000 клітин Prochlorococcus. Prochlorococcus  поширений між 40° пн. ш. та 40° пд. ш. і домінує в оліготрофних (бідних поживними речовинами) регіонах океанів. Prochlorococcus знаходиться в діапазоні температур 10-33 °C, і деякі штами можуть рости на глибинах із слабким освітленням (<1 % поверхневого світла).